# Атланта хокси
Атланта хокси (енгл. Atlanta Hawks) је амерички кошаркашки клуб из Атланте, Џорџија. Играју у НБА лиги као чланови Југоисточне дивизије Источне конференције. Главна дворана овог тима је Стејт Фарм арена.
Прво порекло овог клуба се може пронаћи у стварању Буфало бајзонса 1946. године у Буфало, Њујорку. Они су били члан Националне кошаркашке лиге (енгл. National Basketball League) (НБЛ, енгл. NBL), док су им власници били Бен Кернер и Лео Ферис. Након 38 дана у Буфалу, клуб се преместио у Молин, Илиноис, где су добили име Три-Ситиз блекхокси. Они се прикључују НБА 1949. године након спајања НБЛ и Кошаркашке асоцијације Америке (енгл. Basketball Association of America), познатије под акронимом БАА (енгл. BAA), након чега један краћи период имају Реда Орбаха као тренера. Кернер 1951. године премешта тим у Милвоки где мењају име у Милвоки хокси. Кернер и тим су се још једном преместили 1955. године у Сент Луис где су освојили свој једини НБА шампионат 1958. године и квалификовали су се да играју у финалу 1957, 1960 и 1961. године. Хокси су играли против Бостон селтикса сваки пут када су били у финалу. Сент Луис хокси су се преместили у Атланту 1968. године када је Кернер продао франшизу Томасу Казинсу и бившем гувернеру Џорџије Карлу Сандерсу.
Хокси тренутно имају другу најдужу "сушу" (иза Сакраменто кингса) у недобијању НБА шампионат 60 сезона узастопно. Једина титула ове франшизе, као и четири појављивања у финалима, су се догодила када су били засновани у Сент Луису. У следећих 48 година, они ипак никада нису прошли кроз другу рунду плеј-офова, све до 2015. године. Ипак, хокси су једни од само четири НБА клуба која су се квалификовала за НБА плеј-офове 10 узастопних сезона у 21. веку, што су успели између 2008. и 2017. године.

## Историја франшизе

### 1946–1953: Буфало, Три-Ситиз и Милвоки
Порекло Атланта хокса се може наћи у франшизи Буфало бајзонса која је основана 1946. године. Бајзонси су били чланови Националне кошаркашке лиге (НБЛ) и своје мечеве су играли у Буфало меморијалном аудиторијуму. Клуб је организован од стране Америчке легије Ири Каунтија, а трениран је од стране Нета Хикија. Њихов први меч, победа резултатом 50–39 над Сиракјуз нешналсима, је одигран 8. новембра 1946. године. У тиму се налазио Вилијам "Поп" Гејтс који је, са Вилијамом "Доли" Кингом, био један од два афроамеричка играча у НБЛ. Тим којем је требало барем 3,600 гледалаца по утакмици како би опстао је једва привлачио 1,000 у свој аудиторијум. Франшиза је остала само 38 дана у Буфалу након чега 28. децембра 1946. године Лео Ферис, генерални менаџер клуба, премешта тим у Молин, Илиноис, који је био део локације познате као "Три-Ситиз": Молин, Рок Ајланд, Илиноис и Давенпорт, Ајова.
Након премештања у Молин, клуб је преименован у Три-Ситиз блекхокс и мечеве где су били домаћини су одржавали у Вартон филд хаусу; дворани у Молину са 6,000 места. У тиму је играо Деангло Кинг, док су власници били Лео Ферис и Бен Кернер. Поп Гејтс је остао у блекхоксима и завршио је на другом месту по броју бодова, одмах иза будућег највреднијег играча НБЛ-а 1948. године, Дона Отена. Као члан кошаркашке куће славних, Гејтс је помогао при интегрисању лиге и касније је постао први афроамерички тренер у великој спортској лиги, тренирајући Дејтон 1948. године.
1949. године, блекхокси су постали једни од 17 првобитних клубова Националне кошаркашке асоцијације након спајања дванаестогодишње Националне кошаркашке лиге и трогодишње Кошаркашке асоцијације Америке. У својој инаугуралној години, они су достигли до плеј-офова са својим тренером Редом Орбахом. Наредне сезоне, драфтовали су Боба Кузија, али нису успели да успоставе договор с њим тако да су га продали Чикаго стегсима (који би га даље продали Бостон селтиксима након што су убрзо угашени). Блекхокси су у овој сезони били последњи и западној дивизији и пропустили су плеј-офове. Тада је већ постајало очигледно да је Три-Ситиз област била премала да подржава НБА клуб. После те сезоне, франшиза се преместила у Милвоки, Висконсин, где су постали Милвоки Хокси.

### 1954–1965: Боб Петит ера
1954. године, хокси су драфтовали Бобија Петита, будућег највреднијег играча НБА. Упркос томе, хокси су и даље били једни од најгорих тимова у лиги, тако да су се 1955. још једном преместили, овог пута у Сент Луис, Мисури, Милвокијеве ривале у пивној индустрији, и постали су Сент Луис хокси.
1956. године, Сент Луис хокси су драфтовали легендарног Била Расела у првој рунди. Одмах су га послали у Бостон селтиксе, док су за узврат добили Клифа Хагана и Еда Макаулија; обојица су касније ушли у кућу славних.
Хокси 1957. године завршавају четири меча испод .500. Ипак, цела западна дивизија је била екстремно лоша те године; ниједан клуб у дивизији није имао победнички резултат. Ипак, освојили су титулу дивизије и тиме су аутоматски загарантовали финале дивизије, након што су поразили Минеаполис лејкерсе и Форт Вејн пистонсе. Након тога, они су победили и лејкерсе у дивизијском финалу, док су после поражени од стране Бостон селтикса у финалу. Они се 1958. године поново пласирају у финале где су се селтиксима осветили за прошлогодишњи пораз, овај пут победивши их са 4–2 резултатом, чиме хокси освајају свој први и једини НБА шампионат. Боб Петит је хоксима донео 50 поена у последњој мечу тог финала.
Хокси су остали једни од водећих НБА клубова у следећој деценији. Са Едом Мекалијем као тренером, хокси се 1960. године поново пласирају у финале, али поново бивају поражени од стране Бостон селтикса. Идуће године, након довођења Ленија Вилкенса, хокси још једном успешно пролазе до финала, али их у самом НБА финалу још једном побеђују Бостон селтикси. Током 1960-их, хокси ће и даље бити знатна конкуренција другим клубовима, често се пласирајући на добрим позицијама у плеј-офовима, а такође и освојивши неколико дивизијских титула.

### 1965–1975: Премештање у Атланту
Упркос свим успесима, Кернер је показао забринутост везану за дугогодишњу дворану хокса, Кил аудиторијум. Тридесет-трогодишња арена је примала само 10,000 људи. Хокси су понекад своје мечеве одржавали у већој Сент Луис арени, већином против популарнијих противника, али Кернер није желео да их ту премести јер ни та дворана није била добро одржавана још од 1940-их. Иако је она 1967. године била реновирана због доласка хокејашког клуба, Сент Луис блуза, Кернер и даље није желео да се на стално премести у Сент Луис арену. Он је желео нову, сопствену дворану како би повећао приходе. Ипак, Кернеру је град више пута одбио дозволу за изградњу дворане. Почетком 1967. године, Кернер је на кратко време поставио клуб на продају. Један од лицитатора је била група из Њу Орлеанса вођена од стране Мортон Дауни Јуниора, али нису дошли до коначног договора, након чега Кернер на неко време повлачи хоксе са тржишта.
Како није могао да реши проблеме са двораном, Кернер на крају хоксе продаје Тому Казинсу и бившем гувернеру Џорџије, Карлу Сандерсу, који су преместили клуб у Атланту 1968. године. Док је њихова нова дворана била у изградњи, клуб је своје прве четири сезоне у Атланти провео играјући у Александер меморијал колосеуму (који се налази на кампусу Технолошког универзитета у Џорџији), где освајају своју прву дивизијску титулу у сезони 1969–70 са 48 победа и 34 пораза у западној дивизији. Казинсова фирма је 1972. године саградила Омни колосеум, модерну дворану у Атланти са 16,500 места, коју би користили Хокси, као и Атланта флејмси, новонастала франшиза у хокеју на леду, што је била прва фаза у изградњи великих спортских, канцеларијских, хотелских и трговинских комплекса, која касније постају већи део Си-Ен-Ен центра. Такође, 1972. године хокси мењају свој постојећи лого, као и шему боја коју су користили: зелене и плаве боје су сада замењене златном, белом и црвеном, истим бојама које су Атланта флејмси користили. Силуета соколове главе унутар круга је остала као лого, само што је сада много више поједностављена.
Будуће године након премештања клуба су показале њихов таленат, укључујући играче као што су Пит Маравић и Лу Хадсон. Ипак, након овог успешног периода, клуб је у наредних неколико година морао да се преуреди. Иако је изгледало да се крећу у добро правцу када су добили први и трећи избор у 1975. НБА драфту, оба драфтована играча, Дејвид Томпсон из Северне Каролине и Марвин Вебстер из Морган Стејта, су потписала уговор са Денвер нагетсима који су били у Америчкој кошаркашкој асоцијацији (АБА) и никада нису играли за хоксе.

#### Тед Тарнерово власништво
Власник Атланта брејвса, Тед Тарнер, је 1977. купио Атланта хоксе и запослио Хабија Брауна као тренера. Хокси су били једини НБА тим са "Дубоког Југа", као што су Атланта брејвси дуго времена били једини клуб из истог региона у МЛБ-у. Тарнерово власништво је било пресудно у чувању оба клуба унутар овог региона. Тренер Браун је 1978. године освојио награду као најбољи тренер године. У сезони 1979–80, хокси су завршили са 50 победа и 32 пораза, чиме су освојили Централну дивизију, што им је била прва дивизијска титула у централној дивизији, а такође и друга од кад су се преместили у Атланту. Следећу сезону хокси започињу са 4 узастопне победе, након чега губе 13 од 14 наредних утакмица. Хокси отпуштају тренера Хабија Браун због резултата 31–51.

### 1982–1994: Доминик Вилкинс ера
Франшиза 1982. године доводи Доминика Вилкинса, док касније исте године поставља Мајка Фратела на позицију тренера. Током сезоне 1984–85, 12 мечева на домаћем терену су биле одигране на унутар Лејкфронт арене у Њу Орлеанс, Луизијани. Њу Орлеанс мечеве је финансирао Бари Менделсон за 1.2 милиона долара, где су хокси имали резултат 6–6 у Луизијани. Доминик Вилкинс је освојио НБА такмичење у закуцавању 1985. и 1990. године, чиме је ушао у ривалство са Мајкл Џорданом. Спад Веб 1986. године такође осваја НБА такмичење у закуцавању, док Фратело исте године добија награду за најбољег тренера године.
Од 1985. до 1989. године, хокси су били међу елитом унутар лиге, побеђујући 50 или више мечева сваке сезоне. Освојили су дивизијску титулу након резултата 57–25, што је остао рекорд франшизе све до сезоне 2014–15. Ипак, клуб није могао проћи даље од полу-финала у плеј-офовима источне конференције, губећи од источно конференцијски (а неким годинама и НБА) шампиона, Бостон селтикса и Детроит пистонса. Хокси су драфтовали Стајсија Огмона на НБА драфту 1991. године. Ипак, Вилкинс је у току сезоне добио повреду која га је спречила да игра до краја сезоне и, без њега, хокси не успевају да се пласирају у плеј-офове. Хокси 1992. године доводе Муки Блејлока из Њу Џерси нетса: будућих седам година своје каријере он проводи у овом клубу, где води тим у броју украдених лопти, док се 1994. године појављује у Ол-стар мечу. Пре почетка следеће сезоне, Лени Вилкенс постаје нови тренер 1993. године. У сезони 1993–94, хокси побеђују ћак 57 мечева, чиме су изједначили рекорд клуба, а такође су освојили четврту дивизијску титулу у Атланти, као и трећу у централној дивизији. Њихов тренер, Вилкенс, је именован за тренера године због његовог рада и доприноса тиму. Ипак, тим поново губи у плеј-офовима, изгубивши против Индијана пејсерса у полу-финалу. Сезона је такође поремећена разменом Доминика Вилкинса, који остаје водећи у франшизи по броју поена, са Лос Анђелес клиперсима за Денија Менинга, који се убрзо премешта у Финикс сансе након краја сезоне. 6. марта 2015. године, Доминик Вилкинс добија статуу испред Филипс арене.

### 1994–2005: Просечна времена
На почетку сезона 1994–95, хокси су разменили Кевина Вилса са Мајами хитом за Стив Смита и Грент Лонга. У току сезоне, тренер Вилкенс обара рекорд за највише победа НБА клуба под једним тренером (са укупно 939 победе). Завршили су на петом месту у централној дивизији, након чега губе против Индијана пејсерса у првој рунди плеј-офова. Хокси своју 1995–96 сезону завршавају са 46–36 резултатом чиме су били на четвртој позицији у централној дивизији. Током те сезоне, они су довели Кристијана Летнера из Минесота тимбервулвса; Летнер се 1997. године појављује у Ол-стар мечу. Они успевају да победе Индијана пејсерсе у првој рунди плеј-офова, али су поражени од стране Орландо меџика током полу-финала.
Отприлике у ово време, одлучено је да би Омни требала бити замењена новом двораном. Омни је изграђен од КОР-ТЕК челика који треба да зарђа с временом, чиме се добија заштитни слој око саме грађевине, чиме она може да траје деценијама. Ипак, дизајнери и архитекте нису узели у обзир суптропску климу Атланте због које зграда није престала да рђа и била је у релативно лошем стању иако је била стара само 25 година. Када је Тарнер добио нову НХЛ франшизу, Атланта трашерсе, један од услова је био да се нова дворана мора саградити пре него што тим одигра прву утакмицу јер је Омни била неупотребљива чак и за краткотрајно коришћење. На крају је одлучено да ће Омни дворана бити демолирана, након чега ће се на истој локацији саградити нова дворана за хоксе и трашерсе. После плеј-офова 1997. године, хокси се враћају у Александер меморијал колосеум, користећи Џорџија доум за мечеве већег капацитета, све док Филипс арена није саграђена нешто пре 1999–2000 сезоне.
Хокси су имали две сезоне са преко 50 победа: 1996–97 (56–26) и 1997–98 (50–32), док центар Дикембе Мутомбе узастопно добија награде за најбољег одбрамбеног играча године. Хокси су поразили Детроит пистонсе у првој рунди НБА плеј-офова 1997. године, али су изгубили у другој рунди против Чикаго булса. Сезоне 1997–98 Алан Хендерсон осваја награду због највећег побољшања, док хокси званично добијају своју нову дворану. Упркос свему томе, хокси губе у првој рунди плеј-офова против Шарлот хорнетса. Следеће сезоне, они успевају да се квалификују у плеј-офове где у првој рунди побеђују пистонсе, али бивају елиминисани у другој рунди у мечу против Њујорк никса.
У сезони 1999–2000, у својој првој сезони одиграној у Филипс арени, хокси шаљу Стива Смита у Портланд док за узврат добијају Исају Рајдера и Џима Џексона, док такође шаљу Муки Блејлока Голден Стејт вориорсима и добијају Бимбо Колса. Смит и Блејлок су била два најпопуларнија играча хокса током 1990-их, док је Рајдер, као контраст, имао проблема због свог понашања како на терену, тако и изван њега. Његово лоше понашање се исто тако наставило и када је прешао у Атланту: није се појавио на први дан тренинга и каснио је на две утакмице. Након гласина да је конзумирао марихуану у хотелској соби у Орланду, лига је од њега захтевала да посети саветовалиште у вези својих проблема и казнила га је са укупно 200,000 долара док није пристао да иде. Након што је каснио на меч у марту, хокси су га отпустили. Смит/Рејдер размена је била тренутак када су хокси редовно почели да добијају све лошије резултате. Након што су пропустили само четири плеј-офа од 1977. године, сада су пали на седмо место у централној дивизији са 28–54 резултатом; неће се појавити у плеј-офовима у следећих осам година.
Џејсон Тери је водио тим по броју поена у 2000–01 сезони, са 19.7 поена по мечу. Хокси су затим послали Мутомбу у Филаделфија севентисиксерсе и за узврат су добили Теа Ратлифа, Тони Кукоча и Назр Мохамеда. Ипак, Ратлиф је био повређен због чега није играо са хоксима тек до идуће сезоне. Завршили су ову сезону са резултатом од 25 победа и 57 пораза. 2001. године, хокси су драфтовали Пау Гасола, али он је одмах предат Мемфис гризлисима за Шариф Абдур-Рахима. Абдур-Рахим је постао водећи играч у хоксима по броју поена по утакмици и појавио се у ол-стра игри 2002. године. Клуб је завршио са 33–49 резултатом у 2001–02 сезони. Хокси су послали кукоча у Милвоки баксе за ол-стара, Глена Робинсона 2002. године, који је водио тим са 20.8 поена по игри. Упркос томе, хокси се и даље нису квалификовали у плеј-офове у сезони 2002–03 након свог 35–47 резултата.
Фебруара 2004. године, хокси су у свом тиму имали НБА ол-стара Рашида Воласа у само једном мечу. Воласа су добили из Портланда, као и Веслија Персона, за Абдур-Рахима, Ратлифа и Дана Дикауа. У својој јединој игри за хоксе у којем су изгубили против Њу Џерси џетса, Волас је донео 20 поена, 6 скокова, 5 блокова и 2 асистенције. После тог меча, хокси су га послали Детроит пистонсима у размени са пистонсима и Бостон селтиксима: за узврат су добили Боб Суру и Жељка Ребрачу из пистонса, док су из селтикса добили Криса Милса, који касније никада не добија прилику да игра у дресу хокса. Своју 2003–04 сезону завршавају са 28–54 резултатом. Атланта је била домаћин ол-стар меча 2003. године, што ће бити последњи пут да клуб из источне конференције одржава ол-стар меч у следећих девет година.

#### Атланта Спирит власништво
31. марта 2004. године, клуб је продат компанији познатој под именом Атланта Спирит од стране Тајм Ворнера (који су постали власници хокса, брејвса и трашерса након спајања са Тарнер Бродкестингом 1996. године). Између сезона, хокси шаљу Џејсона Терија и Алана Хендерсона у Далас мавериксе за Антоина Волкера и Тонија Делка. Ипак, и након промене власника, хокси су и даље имали проблема. У сезони 2004–05, хокси су били последњи тим у лиги са само 13 победа (пет победа мање од Шарлот бобкетса и Њу Орлеанс хорнетса). Исте године Џош Смит побеђује у НБА такмичењу у закуцавању.

### 2005–2012: Џо Џонсон ера
На лето 2005. године, хокси добијају Џо Џонсона из Финикс санса, док за узврат шаљу Бориса Диава. Такође су успели да доведу Заза Пачулија из Милвоки бакса. Ове промене у тиму су се догодиле након борбе око моћи власника скоро три недеље пре него што су се догодиле саме размене.
У НБА драфту 2005. године, хокси доводе Марвина Вилијамса из Северне Каролине, док 2006. доводе Шелдена Вилијамса.
Почев од 2007. године, већ је изгледало да хокси имају много бољи и организованији тим, поготово након што су током драфта исте године довели Ал Хорфорда у тим. У својој првој сезони, Хорфорд је у просеку скоро правио дабл-дабл сваки меч, тако да је био јак кандидат за већи број награда исте године. Сезона им је отпочела победом против Далас маверикса резултатом 101–94, што је вратило наду фановима хокси: задњи пут када су били победници у првом мечу сезоне било је 1998. године, што је био и последњи пут када су прошли у плеј-офове. За 2007–08 сезону, хокси су променили своје боје у плаву и црвену, што је означило први пут у историји овог тима да користе плаву боју.
Још већи допринос моралу тима и фанова донела је размена за Мајка Бибија. Када је та размена почињена, хокси су имали резултат од 22 победе и 28 пораза; касније су освојили 15 од 32 меча, како би завршили са 37–45 резултатом, који је, иако не победнички, био довољан да се пласирају у плеј-офове по први пут од 1999. године. У плеј-офовима, хокси су показали своје знатно побољшање након што су против предстојећих НБА шампиона, Бостон селтикса, играли читавих 7 утакмица, у задњој од којих би изгубили и испали из плеј-офова. Све три победе хокса над селтиксима су остварене на домаћем терену, Филипс арени, која је тада била распродата по први пут.
У 2008–09 сезони, хокси су победили чак 47 мечева, што им је била први победнички резултат од 1999. године. Са скоро нетакнутом поставом од прошле године, успели су да направе велики корак ка даљем напретку и развијању. Поново, они су одиграли 7 мечева, али су овај пут на крају победили и то против Мајами хита; њихова прва победа у плеј-офовима од 1999. године. Ипак, у конференцијским полу-финалима су изгубили против Кливленд кавалирса резултатом 4–0.
У 2009–10 сезони, хокси су се још више побољшали победивши чак 53 утакмице; први пут да су добили преко 50 победа у сезони од 1997–98. Ал Хорфорд и Џо Џонсон су добили своје место у ол-стар тиму, што је означио први пут пд 1998. године да хокси шаљу два играча у ол-стар игру. Плеј-офови су, ипак, били реприза прошле године: победили су у игри од 7 мечева против Милвоки бакса, али су поражени од стране Орландо меџика резултатом 4–0. Након те сезоне, тренер хокса, Мајк Вудсон, је замењен Ларијем Друом.
Хокси своју 2010–11 играју нешто лошије од претходне са 44 победе, иако Хорфорд и Џонсон поново улазе у ол-стар тим. У току сезоне, Мајк Биби је послат у Вашингтон визардсе за Кирка Хајнрика. Хокси су завршили сезону изгубивши 6 узастопних мечева, али су се свеједно пласирали у плеј-фове где су у 6 мечева победили Орландо меџик, док су у конференцијском полу-финалу у 6 мечева изгубили против Чикаго булса.
У августу 2011. године најављено је да ће калифорнијски заснован бизнисмен, Алекс Меруело, купити велико учешће у хоксима, док је у новембру одустао од договора.
Децембра 2011. године, хокси доводе Трејси Мекгрејдија, Џери Стекхауса, Џејсон Колинса, Владимира Радмановића, Жанеро Парга и Вили Грина. Такође су довели Доналда Слоуна и двадесет-седмогодишњег Ивана Џонсона. Слоун је отпуштен следећег месеца.
Хокси завршавају своју 2011–12 сезону са 40 победа: четврти најбољи резултат у источној конференцији, чиме улазе у плеј-офове пету узастопну сезону. Ипак, у првој рунди су елиминисани од стране Бостон селтикса.

### 2012–2013: Измене у тиму
25. јуна 2012. године, хокси унајмљују потпредседника кошаркашких операција Сан Антонио спарса, Денија Ферија, као председника кошаркашких операција и генералног менаџера. Током 2012. НБА драфта, хокси бирају Џона Џенкинса и Мајка Скота. Хокси 2. јуна 2012. године размењују Џоа Џонсона са Бруклин нетсима за Џордана Фармара, Ентони Мороуа, Дешон Стивенсона , Џордан Вилијамса и Јохана Петроа. Истог дана, хокси су послали Марвина Вилијамса у Јута џез за Девина Хариса.
10. јула 2012. године, хокси доводе Луа Вилијамса.
21. јануара 2013. године, након тешке повреде Луа Вилијамса у мечу против Бруклин нетса због које није могао да игра до краја сезоне, хокси су довели Жанера Парга на десето-дневном уговору.
21. фебруара 2013. године, хокси шаљу Мороуа у Далас мавериксе за Дантеј Џоунса, истог дана доводе Џереми Тајлера из Голден Стејт вориорса.
Хокси сезону 2012–13 завршавају резултатом 44–38, појављујући се у плеј-офовима шесту узастопну сезону. Ипак, њих ће сада елиминисати Индијана пејсерси у првој рунди. На крају сезоне, сви играчи укључени у Џонсон и Вилијам разменама претходне године су отпуштени или нису враћени у тим. Такође, Џош Смит је отишао из Атланте и потписао уговор са Детроит пистонсима. Дугогодишњи играч хокса Заза Пачулија, их је сада напустио како би се преместио у Милвоки баксе. Након што је половина тима отишла из Атланте, сезона 2012–13 се показала као сезона са великим бројем измена у тиму за хоксе, што је био добар знак за Мајка Буденхолзера.

### 2013–2017: Мајк Буденхолзер ера
28. маја 2013. године, хокси су из Сан Антонио спурса довели Мајка Буденхолзера као новог тренера.
Хокси су у 2013. НБА драфту добили четири нова играча: Дениса Шредера, Шејна Ларкина, Раул Нетоа и Џејмса Ениса. Ипак, хокси шаљу Ларкина у Далас, док за њега добијају Мајка Мускалу, Лукаса Ногуеиру (на почетку драфтован од стране Бостон селтикса), као и Џереда Канингхема. Послали су Ениса Мајами хиту и Нетоа Јута џезу за будуће драфт изборе. Хокси су довели Кајла Корвера на четворогодишњем уговору од 24 милиона долара, као и Пол Милсапа на двогодишњем уговору од 19 милиона долара.
26. децембра 2013. Хорфорд је поцепао мишић и, 30. децембра, хокси изјављују да он мора ићи на операцију, што значи да ће пропустити остатак сезоне. Атланта овај пут сезону завршава резултатом 38–44, што је њихов први губећи резултат од 2008. године. Ипак, цела источна конференција је имала релативно лоше резултате, тако да су успели да прођу у плеј-офове где су се, као и 2008. године, борили против врло јаког противника, Индијана пејсерса, где ће одиграти читавих 7 мечева само да би изгубили у последњем мечу са резултатом 92–80.
Хокси 1. маја 2014. године објављују свој секундарни лого који је модернизована верзија 1972–95 "Пек-Мен" логоа. 15. јула 2014. године добијају стручњака за одбрану, Табо Сефолошу, из Оклахома Сити тандера. 7. септембра 2014. године, Брус Левенсон је најавио да ће продати своје учешће у клубу, након пријављивања неприкладног и-мејла послатог 2012. године. Појединци из афроамеричке спортске заједнице, као што су Џејсон Витлок и Карим Абдул-Џабар, су коментарисали да Левенсонов и-мејл није имао никакву расистичку намеру, али да је био мотивисан да то уради због забринутости о бизнису.
2. јануара 2015. године, у водећим дневним новинама Атланте је изјављено да ће се и преостала мањина власника Атланта хокса придружити Левенсону, ефективно стављајући целу франшизу на продају. НБА је изјавио да ће један од главних услова куповине бити да ће клуб морати да остане у Атланти. Такође, градоначелник Атланте, Касим Рид, је изјавио да ће град нудити посебне погодности ако нови власник одржи хоксе у Атланти у следећих 30 година. 22. априла 2015. године, Атланта Спирит је дошла до споразума да франшизу прода за 850 милиона долара групи коју је предводио милијардер Тони Реслер; продаја је одобрена од стране НБА 24. јуна 2015. године.
31. јануара 2015. године, хокси су били први НБА тим који је у једном календарском месецу остварио резултат 17–0, победивши Портланд. Ол-стар меч се састојао од чак четири играча из Атланте: Џеф Тиг, Пол Милсап, Кајл Корвер и Ал Хорфорд. Кајл Корвер и Демари Керол су обојица донели по 20 бодова, чиме су хокси први тим који је у 2014–15 сезони остварио 50 победа. 20. марта 2015 године, хокси освајају прву дивизијску титулу у преко 2 деценије, а уједно и постају први тим који побеђује у НБА југоисточној дивизија који није заснован у Флориди; недељу дана касније са победом над Мајамијем, као и поразом Кливленда против Бруклина, хокси пролазе у плеј-офове као најбољи тим источне конференције, завршивши сезону са најбољим резултатом франшизе од 60 победа и 22 пораза.
У првој рунди, Атланта је поразила Бруклин нетсе у 6 мечева. Хокси након тога пролазе у полу-финале источне конференције где се суочавају са Вашингтон визардсима, које такође побеђују у 6 мечева, што им је био први пут да пролазе другу рунду плеј-офова све од 1967. године; њихове претпоследње године у Сент Луису. Хокси пролазе у финале источне конференције, први пут у историји франшизе, где су у 4 утакмице изгубили против Кливленд кавалирса.
22. јуна 2016. године, хокси су послали Џефа Тига у Индијану, док је у тој размени учествовала и Јута, која је свој 2016. НБА драфт избор дала хоксима. 8. јула 2016. године, Хорфорд потписује четворогодишњи уговор са Бостон селтиксима од 113 милиона долара. 12. јула 2016. године, Двајт Хауард пристаје да се врати у Атланту на трогодишњем уговору од 70 милиона долара. Хокси сезону завршавају са 43–39 резултатом, што је било довољно за плеј-офове. Изгубили су против Ваишингтон визардса у првој рунди.
20. јуна 2017. године, Хауард је, уз 31. избор на драфту, послат у Шарлот хорнетсе, док за узврат Атланта добија Марка Белинелија и Мајлс Пламлија, као и 41. избор на истом драфту. Два дана касније, хокси су изабрали Џона Колинса на 2017 НБА драфту. 13. јула 2017. године Пол Милсап напушта Атланту након што је потписао вишегодишњи уговор са Денвер нагетсима.

### 2017–данас: Одлазак Мајка Буденхолзера и поновна изградња
Губитак Хауарда и Милсапа је оставио велики траг на игру Атланте, што се може видети по 24–58 резултату у 2017–18 сезони, чиме су они били на последњој позицији у источној конференцији, а уједно су и пропустили плеј-офове по први пут од сезоне 2006–07. Хокси и тренер Буденхолзер 25. априла 2018. одлучују да се растану.
11. маја 2018. године, Лојд Пирс је запослен од стране Атланте на позицији тренера. 21. јуна, хокси бирају Луку Дончића у 2017 НБА драфту и одмах га размењују са Далас мавериксом за избор у 2019 НБА драфту, као и за Тре Јанга. Упркос високим очекивањима улазећи у 2018–19 сезону, Атланта хокси је завршавају са 29–53 резултатом.

## Резултати по сезонама
Листа последњих 5 сезона хокса. Главни чланак: Атланта хокси – учинак по сезонама
ОМ = Одиграно мечева, П = Победа, Г = Губитака, П-Г% = Проценат победа
| Сезона  | ОМ | П  | Г  | П-Г% | Резултат               | Плеј-офови                                              |
| 2014–15 | 82 | 60 | 22 | .732 | Прво место, југоисток  | Изгубили у конференцијском финалу, 0–4 (кавалирси)      |
| 2015–16 | 82 | 48 | 34 | .585 | Друго место, југоисток | Изгубили у конференцијском полу-финалу, 0–4 (кавалирси) |
| 2016–17 | 82 | 43 | 39 | .524 | Друго место, југоисток | Изгубили у првој рунди, 2–4 (визардси)                  |
| 2017–18 | 82 | 24 | 58 | .293 | Пето место, југоисток  | Нису се квалификовали                                   |
| 2018–19 | 82 | 29 | 53 | .354 | Пето место, југоисток  | Нису се квалификовали                                   |

## Лого и дресови
Кроз своју историју, овај клуб је прошао кроз више промена логоа и дресова. 1. маја 2014. године, клуб је усвојио стилизовану верзију "Пек-Мен" логоа коју је користио од 1972. до 1995. године. "Пек-Мен" лого на крају сезоне 2014–15 постаје њихов главни лого. Клуб ће 24. јуна 2015. године открити своје нове главне и алтернативне дресове, као и измењене логое и боје. Нове боје се састоје од црвене, зелена и сиве. Тим је такође открио своје нове чарапе и патике, у складу са новим уговором Националне кошаркашке асоцијације (НБА) у вези званичних чарапа са Стенсом. Претходно, званичне чарапе у играма су биле беле или црне, у зависности од одлуке тима. Клуб планира да носи беле чарапе када су домаћини, сиве када су гости, а црвене у својим алтернативним дресовима.

## Ривалства

### Бостон селтикси
Селтикс-хокс ривалство је ривалство у источној конференцији Националне кошаркашке асоцијације које траје више од пет деценије, иако су ова два клуба и пре тога имала међусобних мечева (све од 1949–50 сезоне када су се Три-Ситиз блекхокси прикључили НБА након спајања Националне кошаркашке лиге, познатије као НБЛ, и Кошаркашке асоцијација Америке, познатије као БАА). Ипак, блекхокси нису представљали велику конкуренцију све док се нису преместили у Сент Луис (после четворогодишњег постојања у Милвокију). Ова два тима су се сусретала једанаест пута у НБА плеј-офовима, четири пута у НБА финалу, док су селтикси освојили десет од дванаест серија против хокса, укључујући три НБА финала. Иако су хокси поразили селтиксе само два пута у једанаест серија, они су и даље често успевали да чине серије са селтиксима упечатљивим. Ривалство се појачало 2016. године када је центар и ол-стар играч хокса, Ал Хорфорд, прешао у селтиксе.

### Орландо меџик
Хокси и Орландо меџик имају интензивно ривалство које већином проистиче из плеј-офова и великог успеха Двајта Хауарда и Џоша Смита јер су обојица били у 2004 НБА драфту, а такође и јер су обојица одрастали у Џорџији.
Ови тимови су се сусретали у плеј-офовима три пута: 1996, 2010. и 2011. године. Меџик је победио хоксе у другој рунди плеј-офова 1996. године у 5 мечева, док су их у сусрету 2010. године победили без пораза. Насупрот томе, хокси су елиминисали меџик у плеј-офовима 2011. године у првој рунди резултатом 4–2.

## Дворане
- Вартон филд хаус (1946–1951)
- Милвоки арена (1951–1955)
- Кил аудиторијум и Сент Луис арена (1955–1968)
- Александер мемориал колосеум (1968–1972)
- Омни колосеум (1972–1997)
  - Лејкфронт арена (1984–1985; само 12 игара у Њу Орлеансу)
- Џорџија доум и Александер мемориал колосеум (1997–1999; хокси су играли у обе дворане док је Филипс арена била у изградњи; Омни је срушен на лето 1997. године)
- Стејт фарм арена (позната као Филипс арена од 1999. до 2018.; 1999–данас)

## Играчи

### Повучени бројеви
- 9 (Боб Петит, –)
- 21 (Доминик Вилкинс, 21. јануар 2001.)
- 23 (Лу Хадсон, 1. март 1977.)
- 44 (Пит Маравич, 3. март 2017.)
- 55 (Дикембе Мутомбо, 24. новембар 2015.)
- 59 1 (Касим Рид, Новембар 2017.)

1 Хокси су повукли број 59 у част Касиму Риду који је био градоначелник Атланте од 2010. до 2018. године.

### Лидери франшизе
Болдиран текст означава играче који су активни, али не са овим тимом.

#### Освојено поена (пре почетка 2019–20 сезоне)
- 1. Доминик Вилкинс (23,292)
- 2. Боб Петит (20,880)
- 3. Лу Хадсон (16,049)
- 4. Клиф Хаган (13,447)
- 5. Џон Дру (12,621)
- 6. Џо Џонсон (10,606)
- 7. Кевин Вилис (10,582)
- 8. Џош Смит (10,371)
- 9. Еди Џонсон (9,631)
- 10. Зелмо Бети (8,727)

- 11. Бил Бриџис (8,685)
- 12. Лени Вилкенс (8,591)
- 13. Ал Хорфорд (8,288)
- 14. Муки Блејлок (7,743)
- 15. Ден Раундфилд (7,644)
- 16. Док Риверс (7,357)
- 17. Пит Маравич (7,325)
- 18. Џејсон Тери (6,534)
- 19. Стив Смит (6,291)
- 20. Џеф Тиг (6,291)

#### Остале статистике (пре почетка 2019–20 сезоне)
| Највише одиграних минута | Највише одиграних минута |
| Играч                    | Минута                   |
| ------------------------ | ------------------------ |
| Доминик Вилкинс          | 32,545                   |
| Боб Петит                | 30,690                   |
| Лу Хадсон                | 25,825                   |
| Бил Бриџис               | 23,574                   |
| Џош Смит                 | 23,078                   |
| Кевин Вилис              | 22,588                   |
| Клиф Хаган               | 21,731                   |
| Три Ролинс               | 20,763                   |
| Џо Џонсон                | 19,733                   |
| Лени Вилкенс             | 19,552                   |

| Највише скокова | Највише скокова |
| Играч           | Скокова         |
| --------------- | --------------- |
| Боб Петит       | 12,849          |
| Бил Бриџиз      | 8,656           |
| Кевин Вилс      | 7,332           |
| Доминик Вилкинс | 6,119           |
| Три Ролинс      | 5,994           |
| Зелмо Бити      | 5,622           |
| Џош Смит        | 5,407           |
| Ал Хорфорд      | 5,144           |
| Клиф Хаган      | 5,116           |
| Ден Раундфилд   | 4,658           |

| Највише асистенција | Највише асистенција |
| Играч               | Асистенција         |
| ------------------- | ------------------- |
| Док Риверс          | 3,866               |
| Муки Блејлок        | 3,764               |
| Еди Џонсон          | 3,207               |
| Лени Вилкенс        | 3,049               |
| Џеф Тиг             | 2,671               |
| Џо Џонсон           | 2,653               |
| Боб Петит           | 2,369               |
| Доминик Вилкинс     | 2,321               |
| Клиф Хаган          | 2,242               |
| Џејсон Тери         | 2,230               |

| Највише крађа   | Највише крађа |
| Играч           | Крађа         |
| --------------- | ------------- |
| Мук Блејлок     | 1,321         |
| Доминик Вилкинс | 1,245         |
| Док Риверс      | 1,166         |
| Џон Дру         | 859           |
| Џош Смит        | 857           |
| Еди Џонсон      | 741           |
| Џеф Тиг         | 613           |
| Џејсон Тери     | 588           |
| Кецин Вилис     | 581           |
| Стејси Огмон    | 570           |

| Највише блокова | Највише блокова |
| Играч           | Блокова         |
| --------------- | --------------- |
| Три Ролинс      | 2,283           |
| Џош Смит        | 1,440           |
| Дикембе Мутомбо | 1,094           |
| Џон Концак      | 747             |
| Ден Раундфилд   | 716             |
| Ал Хорфорд      | 697             |
| Доминик Вилкинс | 588             |
| Тео Ратлиф      | 436             |
| Кевин Вилис     | 425             |
| Клиф Левингстон | 371             |

| Највише тројки  | Највише тројки |
| Играч           | Тројки         |
| --------------- | -------------- |
| Муки Бејлок     | 1050           |
| Џо Џонсон       | 908            |
| Кајл Корвер     | 818            |
| Џејсон Тери     | 648            |
| Стив Смит       | 549            |
| Доминик Вилкинс | 500            |
| Мајк Биби       | 475            |
| Кент Бејзмур    | 453            |
| Џеф Тиг         | 420            |
| Таурин Принс    | 332            |